# Commicarpus squarrosus
Commicarpus squarrosus är en underblomsväxtart som först beskrevs av Anton Heimerl, och fick sitt nu gällande namn av Paul Carpenter Standley. Commicarpus squarrosus ingår i släktet Commicarpus, och familjen underblomsväxter. Utöver nominatformen finns också underarten C. s. fruticosus.